# Reservation Dogs
Reservation Dogs är en amerikansk komediserie vars första säsong hade premiär den 8 augusti 2021. Första säsongen bestod av åtta avsnitt. Den tredje och sista säsongen hade premiär den 2 augusti 2023 och består av 10 avsnitt. Serien skapad av Sterlin Harjo och Taika Waititi som även medverkat i skrivande av seriens manus.

## Handling
Serien utspelar sig i ett reservat i östra Oklahoma och kretsar kring fyra unga amerikanska urinvånare.

## Rollista i urval
- Devery Jacobs - Elora Danan Postoak
- D'Pharaoh Woon-A-Tai - Bear Smallhill
- Lane Factor - Chester "Cheese" Williams
- Paulina Alexis - Wilhelmina "Willie Jack" Jacqueline Sampson
- Elva Guerra - Jackie
- Wes Studi - Bucky
- Richard Ray Whitman - Old Man Fixico
- Bobby Wilson - Jumbo
- Migizi Pensoneau - Ray Ray
- Nathan Apodaca - Charley
- Macon Blair as Rob
- Rhomeyn Johnson - Miles
- Lily Gladstone - Hokt
- Janae Collins - Cookie
- Garrett Hedlund - David
- Bill Burr - Garrett Bobson (Chukogee)
- Brandon Boyd - White Jesus of Los Angeles
- Amber Midthunder - MissMa8riarch
- Joy Harjo - Manager
- Megan Mullally - Anna
- Michael Spears - Danny
- Marc Maron - Gene